# یایلاجیک (اردهان)
یایلاجیک (به ترکی استانبولی: Yaylacık) یک منطقهٔ مسکونی در ترکیه است که در اردهان واقع شده‌است.